# Parastenocaris pluto
Parastenocaris pluto is een eenoogkreeftjessoort uit de familie van de Parastenocarididae. De wetenschappelijke naam van de soort is voor het eerst geldig gepubliceerd in 1965 door Noodt.